# ولگردها (فیلم ۲۰۰۱)
ولگردها (به انگلیسی: Knockaround Guys) فیلمی محصول سال ۲۰۰۱ و به کارگردانی برایان کوپلمن و دیوید لیوین است. در این فیلم بازیگرانی همچون بری پپر، اندی داوولی، ست گرین، وین دیزل، دنیس هاپر، جان مالکوویچ، آرتور جی.ناسکارلا، تام نونان، شان دویل، کوین گیج، اندرو فرانسیس، کریس لمکی، جاش ماستل و مایک استار ایفای نقش کرده‌اند.

## داستان
متی دیمارت (بری پپر) پسر رئیس یک باند خلافکاری بزرگ است ولی معمولاً نادیده گرفته می‌شود. متی و دوست نزدیکش کریس تصمیم می‌گیرند کاری بزرگ انجام دهند. متی با کمک دست راست پدرش تدی (جان مالکوویچ) او را قانع می‌کند به آن‌ها کاری بزرگ بسپارد. متی و کریس دوستشان جانی ماربلز (ست گرین) را می‌فرستند که با هواپیما کیفی پر از پول را برای پدر متی جابجا کند.
ماربلز در راه برگشت هواپیمای شخصی‌اش را برای سوخت‌گیری در یک شهر کوچک در مونتانا متوقف می‌کند. از آنجایی که به او تأکید شده بود لحظه‌ای کیف را از خودش جدا نکند کیف را از هواپیما خارج می‌کند و می‌رود هزینهٔ سوخت‌گیری را پرداخت کند. ماربلز کلانتر و معاونش را در آن‌جا می‌بیند و می‌ترسد از او دربارهٔ کیف سؤالی بکنند به همین دلیل کیف را در کنار چمدان و کیف‌های مسافران پرواز دیگری رها می‌کند. با عجله پس از دادن پول از کارمند فرودگاه می‌خواهد بقیهٔ پول هزینهٔ سوخت‌گیری را پیش خودش نگه دارد اما به اصرار کارمند و کلانتر مجبور می‌شود بماند تا پول خرد آماده شود و در این فاصله کیف‌های هواپیمای دیگر بارگیری می‌شوند و آن هواپیما به هوا برمی‌خیزد. ماربلز نمی‌داند که دو کارمند بخش بارگیری متوجه آن کیف پر از پول شده‌اند و آن را برای خود برداشته‌اند و مجبور می‌شود به مقصد هواپیمای برخاسته برود و وقتی کیف را پیدا نمی‌کند آشفته به متی خبر می‌دهد.
متی بسیار ناراحت می‌شود و برای اینکه بتواند باز هم برای پدرش کار کند سریع دست به کار می‌شود تا موضوع را سریع حل کند. به همراه کریس و دوستشان تیلور (وین دیزل) برای کمک به ماربلز و پیداکردن کیف پر از پول به ویباوکس، مونتانا پرواز می‌کنند.
در ویباوکس متی و دوستانش متوجه دو مأمور پلیس طمع‌کار (تام نونان و شان دویل) می‌شوند که همهٔ پول را پیدا کرده و برای خودشان نگه داشته‌اند. در ابتدا سعی می‌کنند با مأموران پلیس مذاکره کنند. متی به تدی خبر می‌دهد و او با مردانش به ویباوکس می‌آیند. کریس ناپدید می‌شوند و ظاهراً به سمت خانه‌اش فرار کرده‌است. ماربلز توسط افراد تدی به قتل می‌رسد. کلانتر و معاونش تیلور و متی را به یک گاراژ می‌کشانند تا ظاهراً با آن‌ها معامله کنند اما قصد کشتن آن‌ها را دارند. تدی از راه می‌رسد و یک بن‌بست مکزیکی رخ می‌دهد. کریس در عین تعجب همه از راه می‌رسد و با یک شلیک خواهرزادهٔ کلانتر را که برای کمک آمده بود می‌کشد تا آغازکنندهٔ شلیک‌ها باشد. در پایان شلیک‌ها تیلور به‌شدت مجروح می‌شود. افراد تدی همه می‌میرند، کریس می‌میرد و کلانتر و معاونش هم کشته می‌شوند. متی دربارهٔ ماربلز از تدی می‌پرسد و بعد از اینکه از حقیقت آگاه می‌شود تدی را می‌کشد. متی و تیلور با پول‌ها آن‌جا را ترک می‌کنند. متی پول‌ها را به پدرش تحویل می‌دهد و اعلام می‌کند که دیگر نمی‌خواهد به شغل خانوادگی ادامه دهد و با تیلور یک شیوهٔ جدید زندگی را شروع می‌کند.